# Raymond Rosier
Raymond Rosier (Elsene, 6 maart 1924 - Brussel, 8 april 1961) was een Belgische atleet, die gespecialiseerd was in de middellange afstand.

## Biografie
Rosier werd in 1948 Belgisch kampioen op de 800 m. Hij nam op dit nummer deel aan de Olympische Spelen in Londen. Hij kon zich plaatsen voor de halve finales, waarin hij zevende werd. Het jaar nadien veroverde hij een tweede Belgische titel.

### Clubs
Rosier was aangesloten bij Racing Club Brussel.

## Belgische kampioenschappen
| Onderdeel | Jaar       |
| --------- | ---------- |
| 800 m     | 1948, 1949 |

## Statistieken

### Persoonlijk record
| Onderdeel | Prestatie | Datum            | Plaats    |
| --------- | --------- | ---------------- | --------- |
| 800 m     | 1.52,8 s  | 21 augustus 1949 | Antwerpen |

## Palmares

### 400 m
- 1945:  BK AC - 50,7 s
- 1947:  BK AC - 50,7 s

### 800 m
- 1948:  BK AC - 1.54,2
- 1948: 7e in ½ fin. OS in Londen - tijd onbekend (in serie 1.56,7)
- 1949:  BK AC - 1.54,9
- 1949:  Interland België-Nederland - 1.52,8